# Ponts de Brest
En raison de sa géographie (plateaux séparés les uns des autres par des ravins encaissés), la ville de Brest compte de nombreux ponts.

## Avant les ponts
L’histoire de la ville de Brest s'est construite notamment autour du franchissement de la Penfeld, court fleuve ou bras de mer séparant le centre ville du quartier de Recouvrance. Jusqu'au XIXe siècle, le passage d’une rive à l’autre s’effectuait soit en faisant un détour d'une dizaine de kilomètres pour remonter en amont de la Penfeld, soit par un passeur, sur une grande barque prévue pour recevoir des passagers. Les Brestois devaient s’acquitter d’un droit pour la traversée. Des témoignages rapportent les dérives courantes des bateliers, souvent ivres, qui laissaient la manœuvre aux passagers. Les accidents étaient fréquents et chaque noyade remettait en question le système des « passiers ».

## Franchissement de la Penfeld

### Avant guerre

#### Pont flottant dit «pont Gueydon»
Le pont Gueydon, du nom de l'amiral de Gueydon qui fut à son origine, est un pont flottant. Il fut le premier à relier le centre ville de Brest et Recouvrance en 1856.
Après la guerre, la remise en place du pont Gueydon entre les deux tours pivots de l’ancien pont National, n’eut lieu qu’en avril 1946, après dégagement des ruines. Grâce au pont Gueydon, les civils pouvaient franchir à pied la Penfeld en transitant par les portes Jean-Bart et Tourville.
Début 1949, une autre solution provisoire fut adoptée pour la circulation des voitures de tourisme, par le remplacement des caissons de bois du pont alors en place par des pontons métalliques. Cette adaptation quelque peu fragile est réalisée par les services de la Marine et de la DCAN.
Afin d’améliorer les conditions de transit d'une rive à l’autre, on envisage alors le recours au matériel laissé par les Alliés (en particulier le matériel Bailey) qui admet la circulation de camions jusqu'à 23 tonnes. Toutefois, le Génie exprime sa préférence pour le matériel allemand entreposé à Nouâtre-Maillé. Cette solution est adoptée début 1952.
Le pont Gueydon fut déplacé lors de l’ouverture du nouveau pont de Recouvrance, afin d'en permettre l'accès aux civils en cas de dépose de la travée amovible du nouveau pont. Des escaliers, destinés à rester fermés en temps normal, furent donc aménagés au niveau des piles sud du pont de Recouvrance sur les deux rives de la Penfeld, donnant accès à une zone clôturée pourvue de postes de garde.
L'accès de ce pont est aujourd'hui réservé au personnel de l'arsenal.

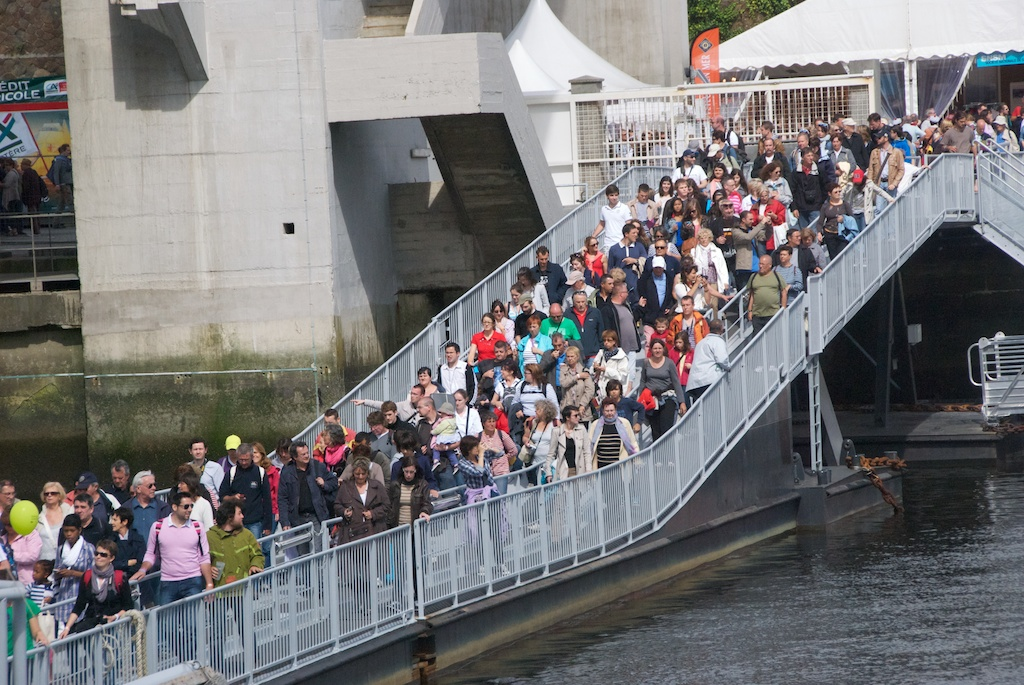
Le Pont Gueydon réservé à la circulation des piétons pendant les fêtes maritimes de Brest 2012.
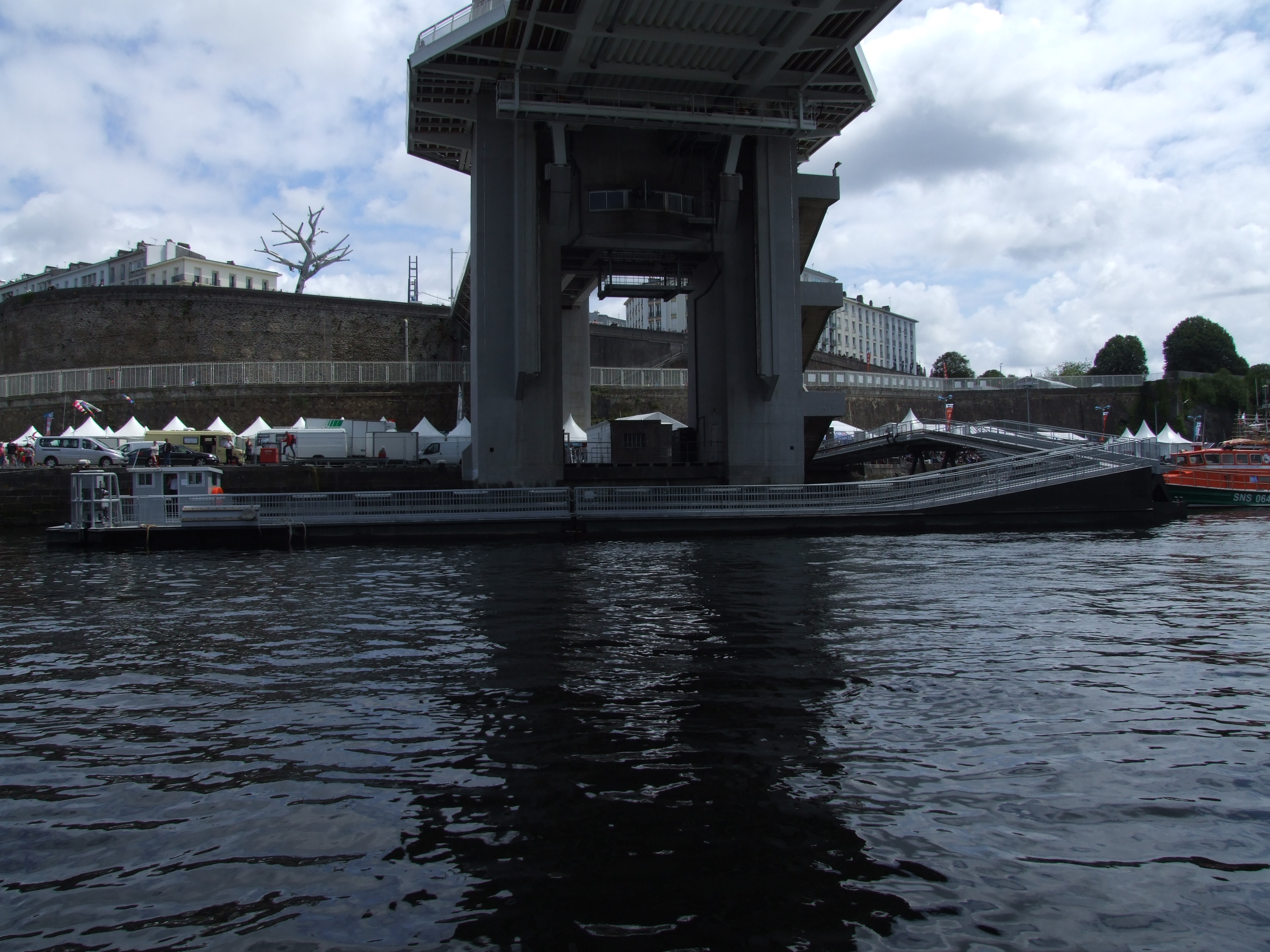
Pont Gueydon ouvert sous le pont de Recouvrance.

#### Pont National
Ce n’est qu’en 1836 que les gouvernants acceptent enfin d’étudier des propositions de conception d’un pont, à la suite des pétitions signées par les habitants de Recouvrance. Après maints projets délibérés et refusés, le conseil général des ponts et chaussées approuve celui des ingénieurs Cadiat et Oudry : le « Grand Pont » fut inauguré le 23 juin 1861.
Afin de répondre aux exigences de la Marine, ce pont était constitué de deux volées tournantes grâce auxquelles les bateaux à haute mâture pouvaient remonter la Penfeld. La rotation du pont était commandée par de simples cabestans à bras.
Le pont National s’écroula dans la rivière en septembre 1944, pendant les bombardements alliés pour la libération de Brest de l’occupation allemande.

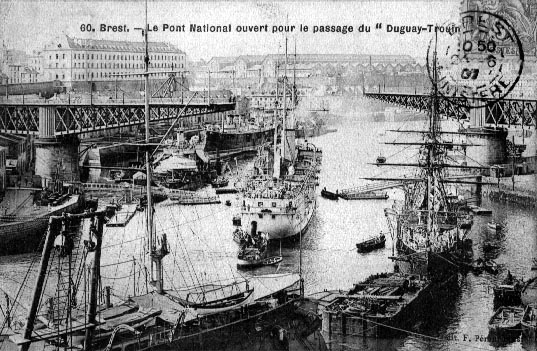
Pont National ouvert (Arrivée du Croiseur Duguay-Trouin en 1901)
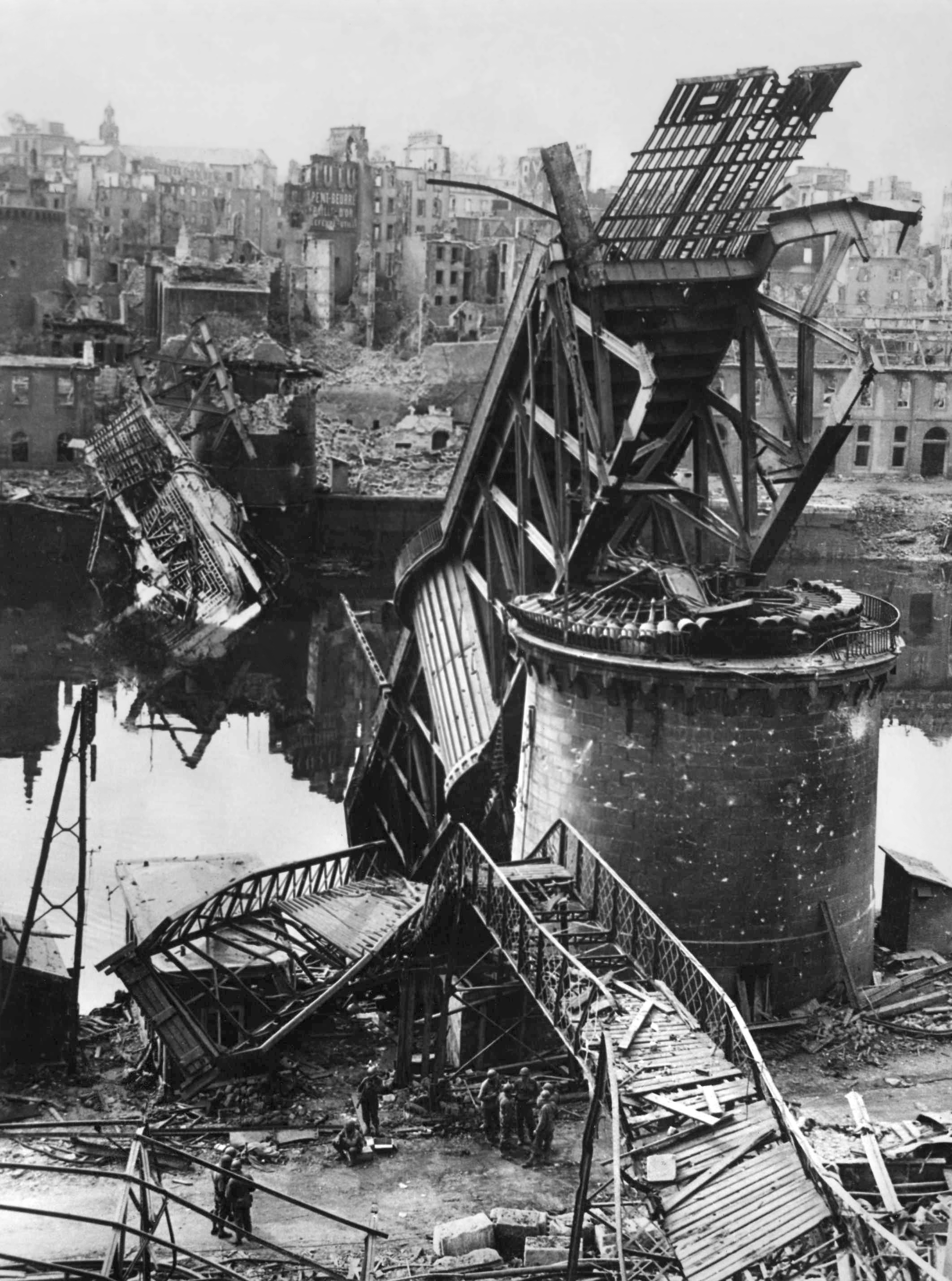
Pont National détruit (septembre 1944)

#### Pont transbordeur
Le pont transbordeur construit en 1898 à l'entrée du port de Bizerte par Ferdinand Arnodin fut démonté et réinstallé à Brest en 1909. Il desservait l'arsenal et son usage était exclusivement militaire. Gravement endommagé en 1944, il fut démoli en 1947.

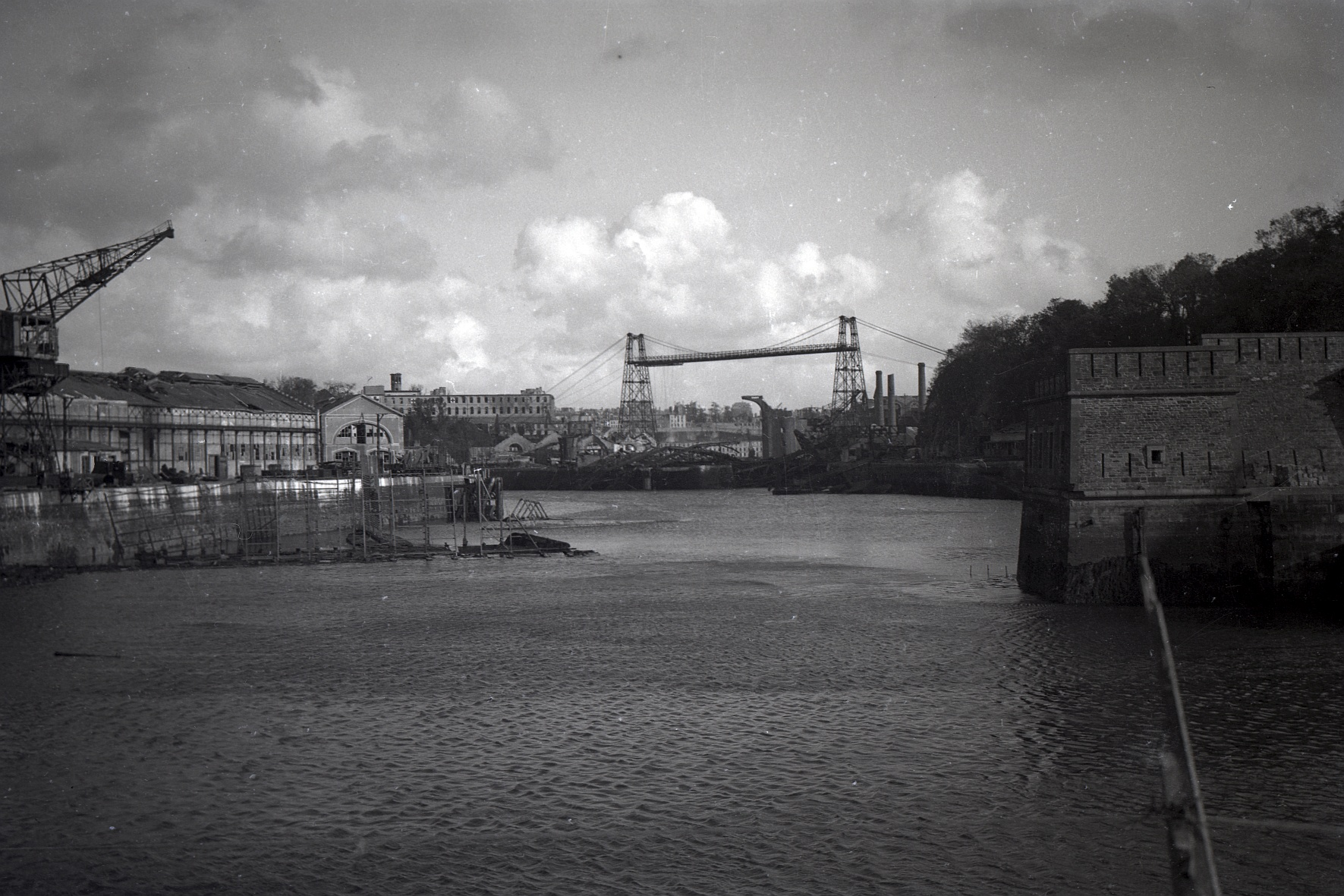
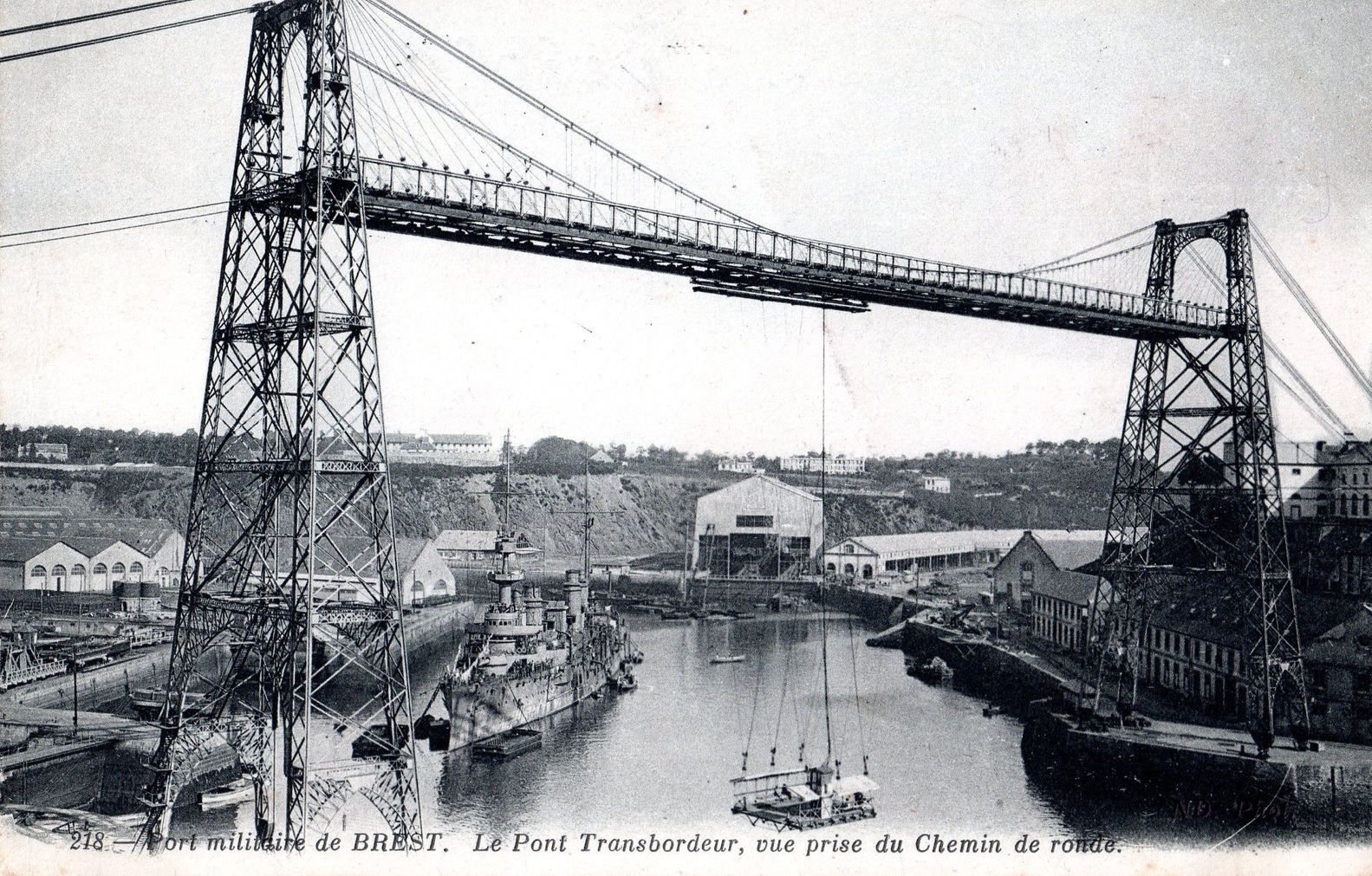

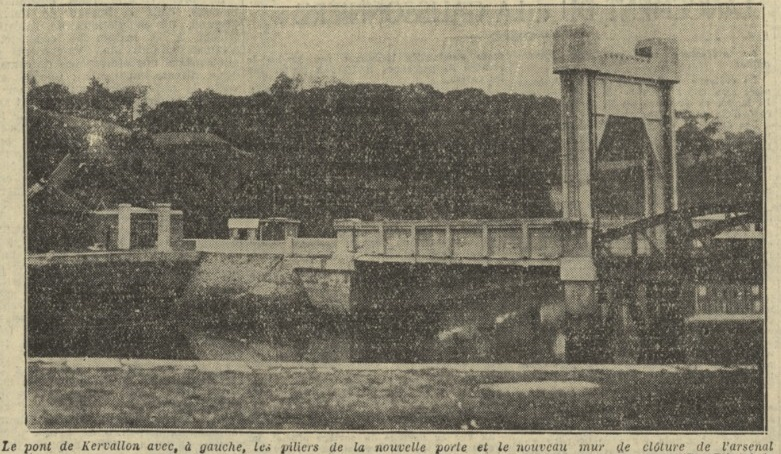
Le pont de Kervallon à Brest, journal La Dépêche de Brest et de l'Ouest, 11/11/1933.

#### Pont de Kervallon
En 1930, le pont de Kervallon est construit au niveau de la porte de l'Arrière-Garde. Il était au départ accessible au public, et remplaçait le passeur. Mais la Marine ayant étendu son enceinte, il est en 1933 situé à l’intérieur du périmètre de l’arsenal, et donc plus accessible au public. À partir de 1934, il est rouvert au promeneurs, piétons et véhicules légers, les dimanches et jours fériés.
Ce pont de Kervallon fut le seul pont sur la Penfeld resté intact à la fin de la Seconde Guerre mondiale. Détruit par les bombardements alliés de 1944, le pont National ne peut plus remplir son rôle et les commerçants de la rive droite de Brest s’en plaignent : seule une passerelle pour piétons, le pont Gueydon, est disponible, et les marchandises sont plus chères à Recouvrance qu’à Brest même. Ils sollicitent donc l’ouverture du pont de Kervallon, qui était jusqu’alors fermé au trafic civil. L’autorisation d’un transit des véhicules civils entre les portes de la Brasserie et de Quéliverzan via les Bâtiments en fer est accordée en avril 1945, mais restreinte aux seules heures d’ouverture des portes de l’arsenal.
Le pont de Kervallon a été remplacé par un barrage en 1987,.

### Nouveaux franchissements de la Penfeld après-guerre
Diverses études furent menées pour le remplacement du pont National. Début 1945, les Travaux maritimes étudient différentes solutions — pont fixe, pont flottant, bac — et concluent, au vu des contraintes liées au dégagement du gabarit et au matériel disponible, que la solution du bac serait la meilleure, malgré l’acuité des pentes des cales disponibles au bas des rues de Siam et de la Porte ; toutefois, en raison des temps d’attente, l’utilisation du bac ne procurerait pas un gain temporel substantiel par rapport au trajet via Kervallon.
Les réflexions sur la construction d'un ouvrage « en dur » sur la Penfeld se poursuivent. Avant même la signature de la capitulation allemande du 8 mai 1945, les autorités nationales avaient décidé de reconstruire deux ponts : l’un fixe sur lequel passerait la route nationale 12, ce sera le pont de l'Harteloire ; et l’autre, mobile, au cœur de la ville, destiné à la desserte locale, ce sera le pont de Recouvrance.

#### Pont de l’hôpital ou pont de l’Harteloire

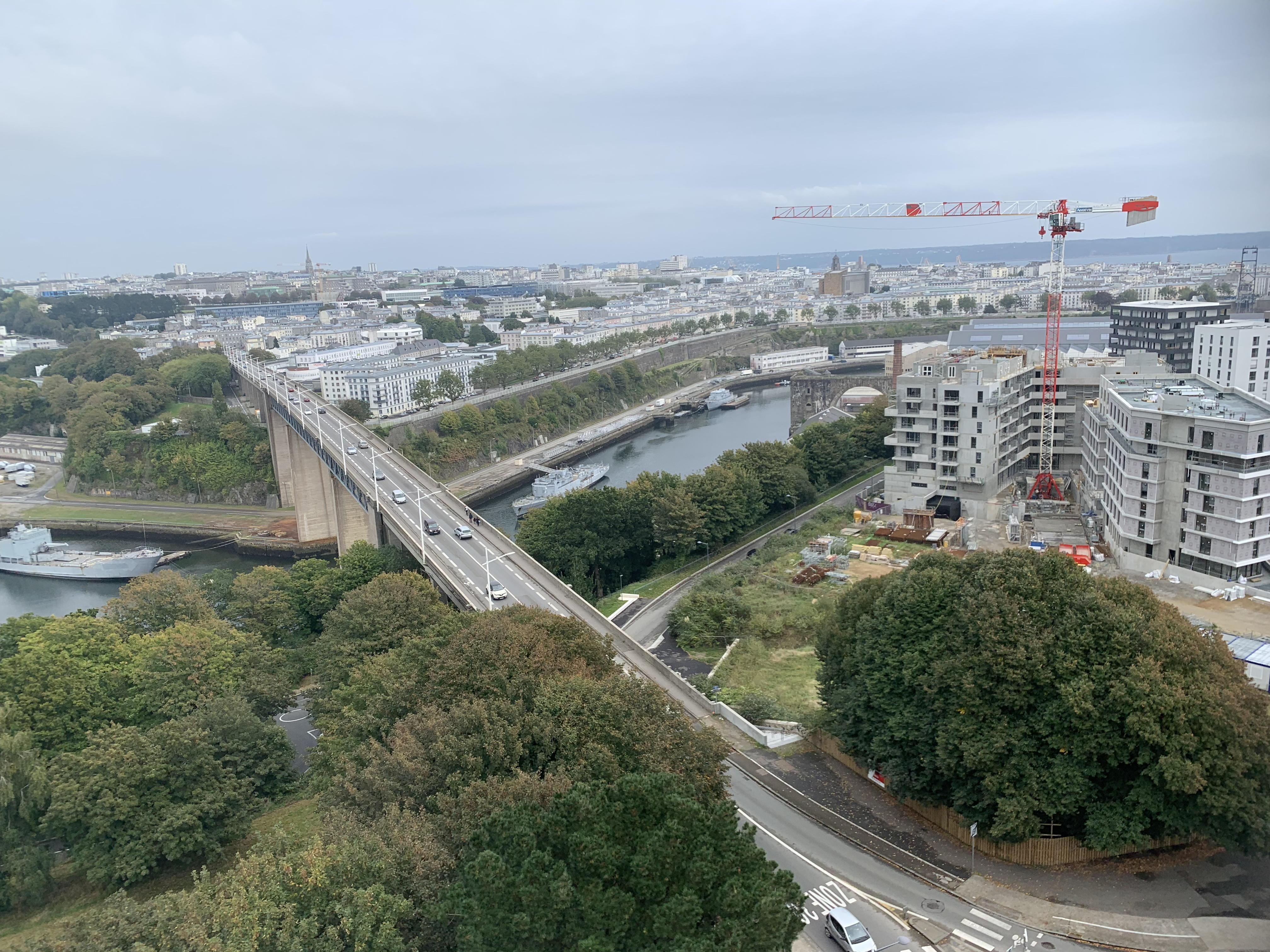
Quartier de Brest-Centre et pont de l'Harteloire
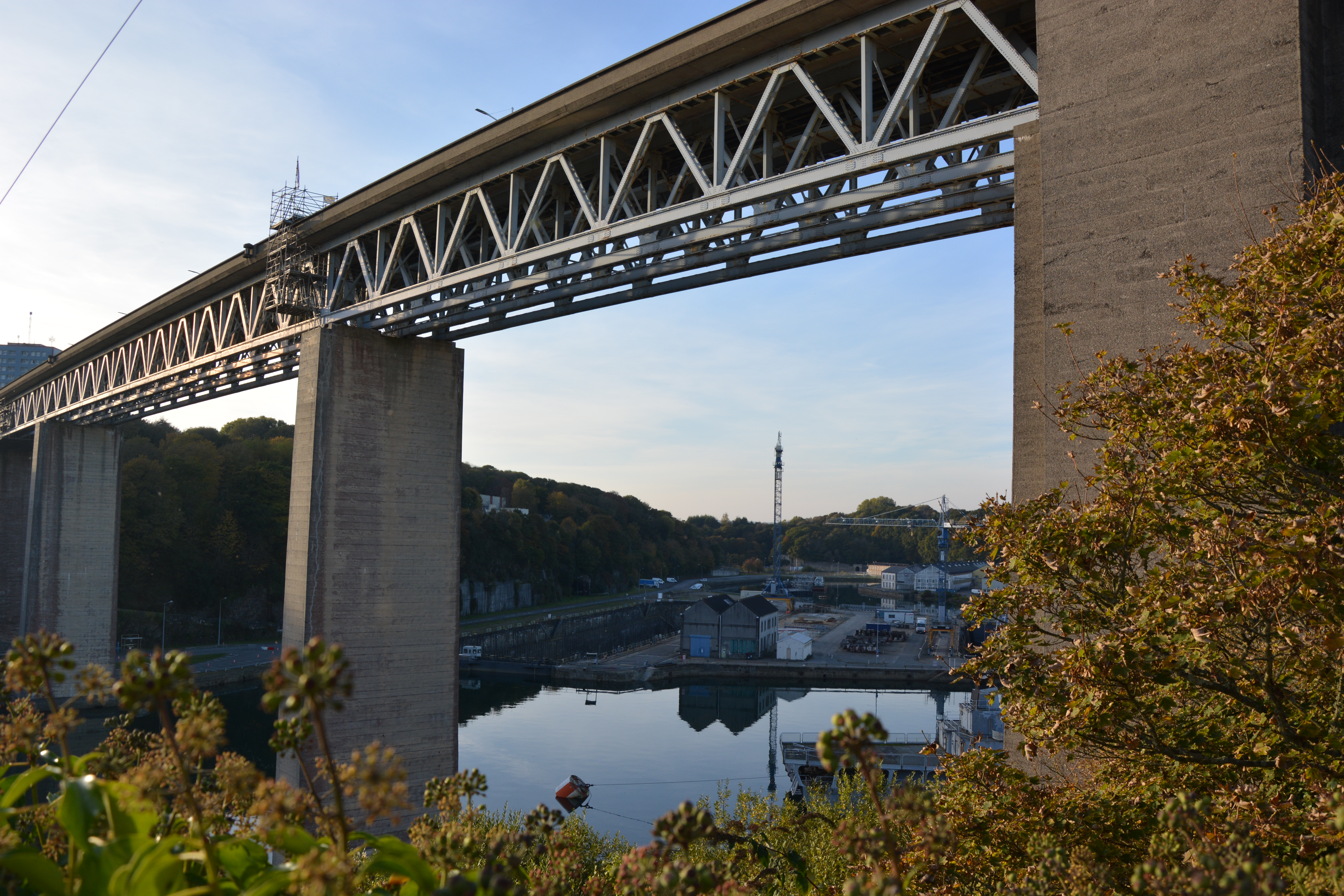
Pont de l'Harteloire vu des rives de la Penfeld.

La construction d’un pont au niveau de l’hôpital maritime, à l’emplacement du pont transbordeur, est donc actée. Ce pont de l’hôpital, ultérieurement renommé pont de l’Harteloire, sera construit de manière à supporter un important transit de véhicules et de poids lourds.
Les travaux sont subordonnés à l’enlèvement préalable du pont transbordeur et au déblaiement des ruines de l’hôpital maritime. Le nouveau pont pourra, grâce à sa hauteur et à la limitation du nombre d’appuis en rivière, livrer passage par toutes marées à un croiseur de 10 000 t, par le dégagement d’un tirant d’air de 40 mètres au-dessus des plus hautes eaux. L’hypothèse un temps évoquée d’établir un système de transbordeur sous le tablier du nouveau pont est rapidement écartée pour des raisons tant techniques qu'esthétiques.

#### Pont de Recouvrance

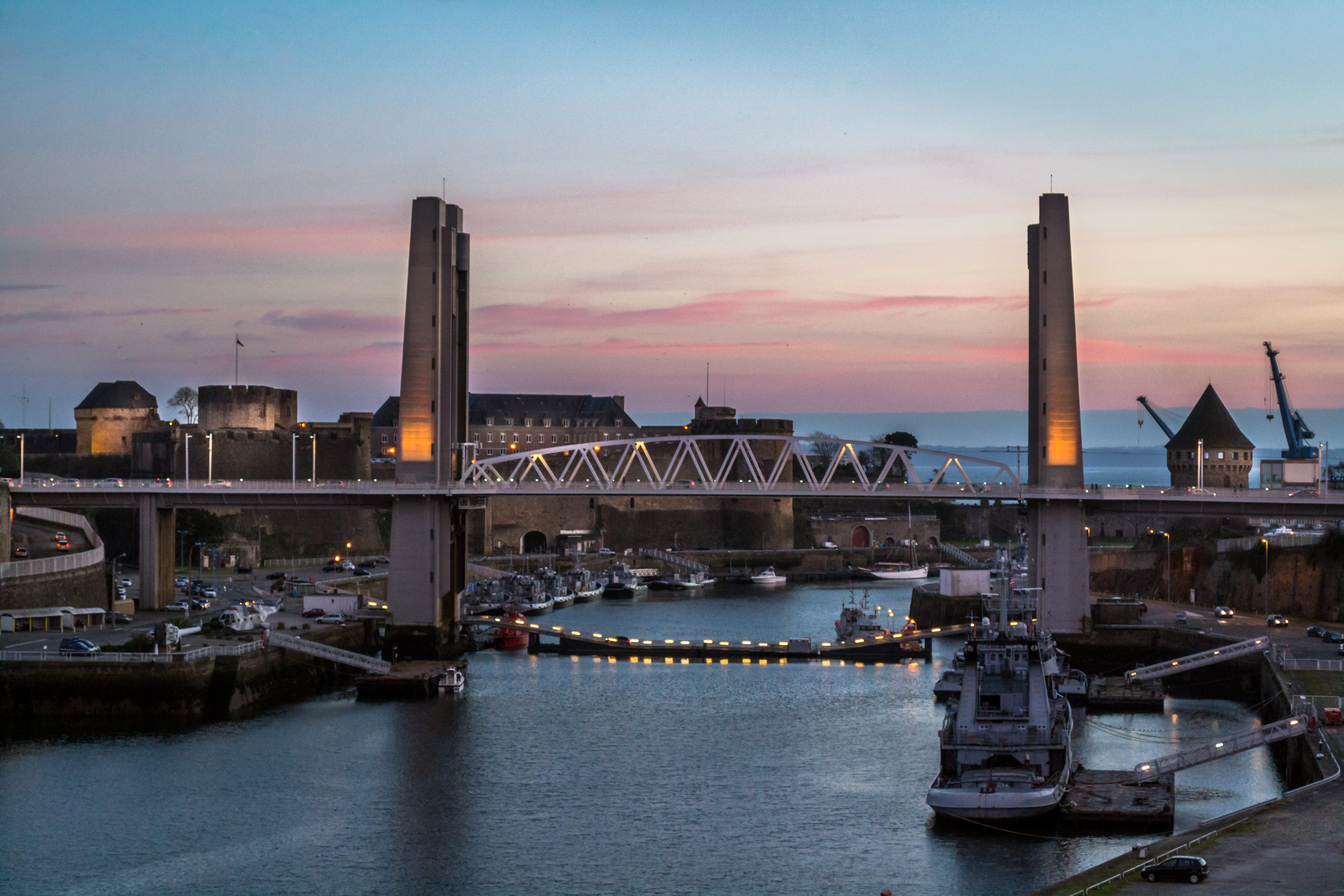
Pont de Recouvrance.

Le pont de Recouvrance, construit après-guerre pour remplacer le pont National est un pont levant qui permet la navigation des bâtiments militaires sur la Penfeld. Ses deux hauts piliers de béton sont devenus une image emblématique de Brest.

#### Pont Tréhouart
Le pont Tréhouart, du nom de l'Amiral Tréhouart, ou pont numéro 2, est un pont mobile construit sur la Penfeld en 1990. Situé en amont du pont Gueydon, il est comme lui, dans l'enceinte de l'arsenal et donc réservé à l'usage de son personnel. Le sens de circulation est : rive gauche vers rive droite, l'inverse du pont Gueydon.

## Franchissement de l'Élorn
Bien que n'étant pas sur le périmètre de la commune, le franchissement de l'Élorn est important pour les communications de Brest avec Quimper, préfecture du Finistère, et avec le sud du département.
Avant la construction des ponts, il fallait faire le détour par Landerneau ou prendre le bac entre le Relecq-Kerhuon et Le Passage (commune de Plougastel-Daoulas).
Le pont Albert-Louppe fut construit en 1928. Endommagé en 1944, il fut reconstruit. Jugé insuffisant pour le trafic, il fut doublé en 1994 par le pont de l'Iroise.
Depuis 1994, le pont Albert Louppe est fermé au trafic automobile, puis aux véhicules motorisés en 2018 en raison de sa dégradation.

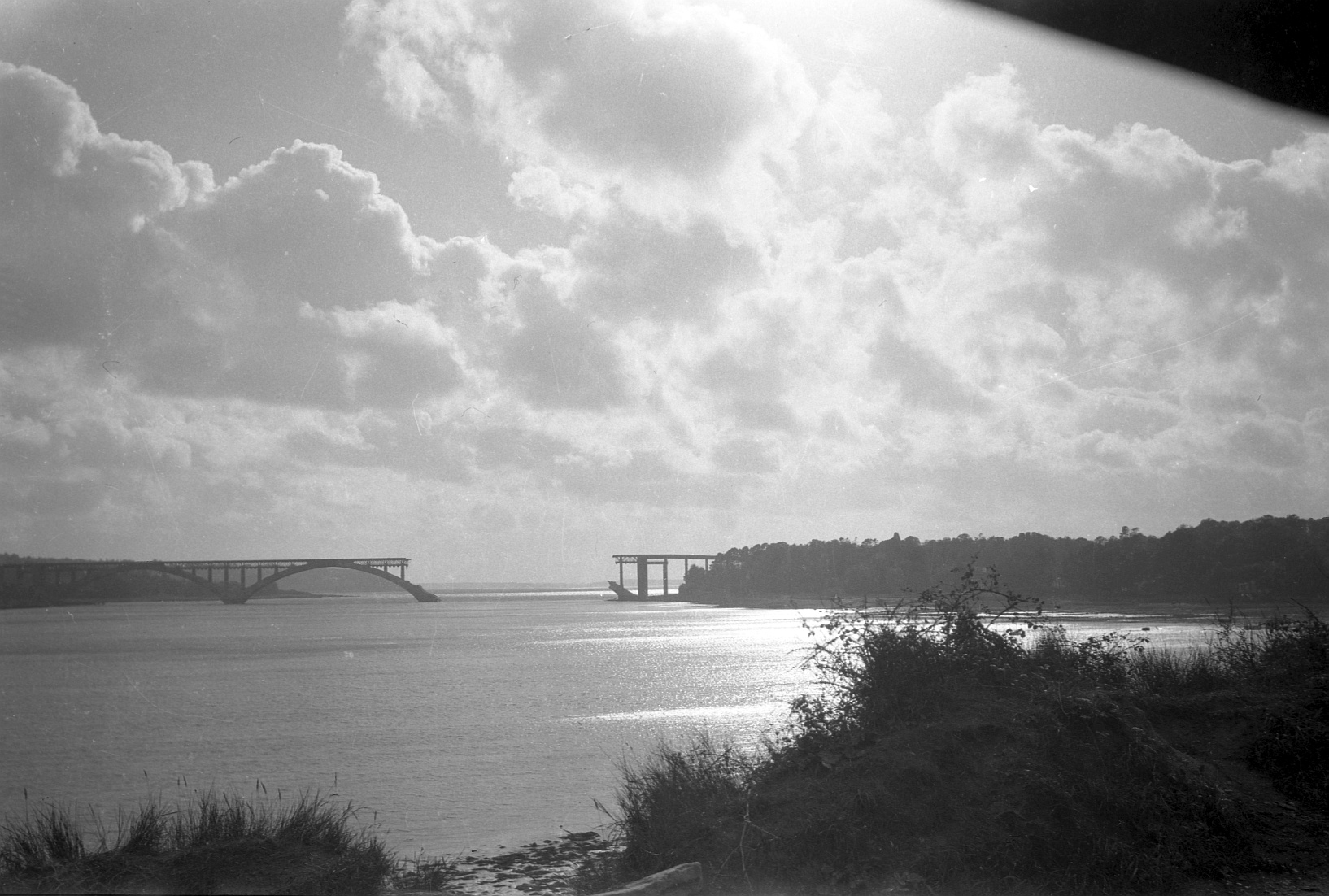
Le pont Albert-Louppe détruit en 1944.

## Autres ponts
- Pont de la Villeneuve, construit en 1983 au-dessus de la Penfeld à Bellevue, il relie les boulevards Tanguy Prigent et Europe qui servent de rocade de Brest. Il sera rénové pour la seconde ligne du tramway
- Pont Robert Schuman, ou pont du Bouguen. Construit en 1963 au-dessus du vallon du Moulin-à-poudre. Ce pont était appelé « pont des suicidés ». Ses garde-corps ont été surélevés pour empêcher les tentatives de suicide[11]. Il sera doublé pour faire passer la seconde ligne de tramway[12]. Ce pont est évoqué dans la chanson Lambé an Dro de Matmatah en 1998 ("Si du Bouguen tu veux t'jeter").
- Viaduc de Lambézellec, au-dessus du Spernot. Depuis la dépose des rails dans la décennie 1970, c'est une voie réservée aux piétons et aux cyclistes.
- Pont du Forestou, construit en 1970 au-dessus de la rue Pierre-Semard[13].
- Pont de Kergoat, en cours de construction en 2024, franchira une petite vallée située à Bellevue entre l'avenue de Tarente et le lotissement de Kergoat. Il sera franchit par la seconde ligne de tramway à partir de 2026[14].

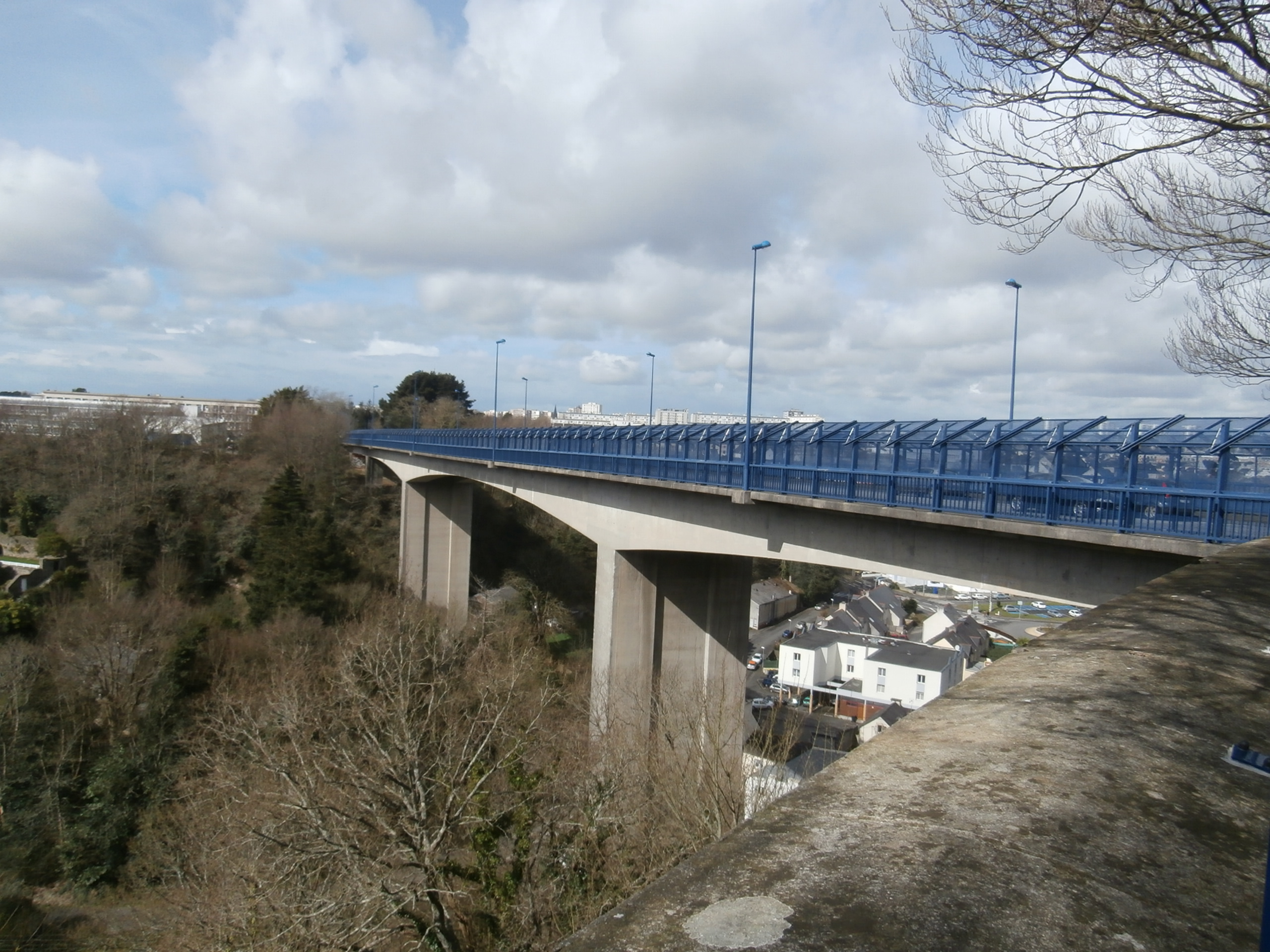
Pont Robert-Schuman.
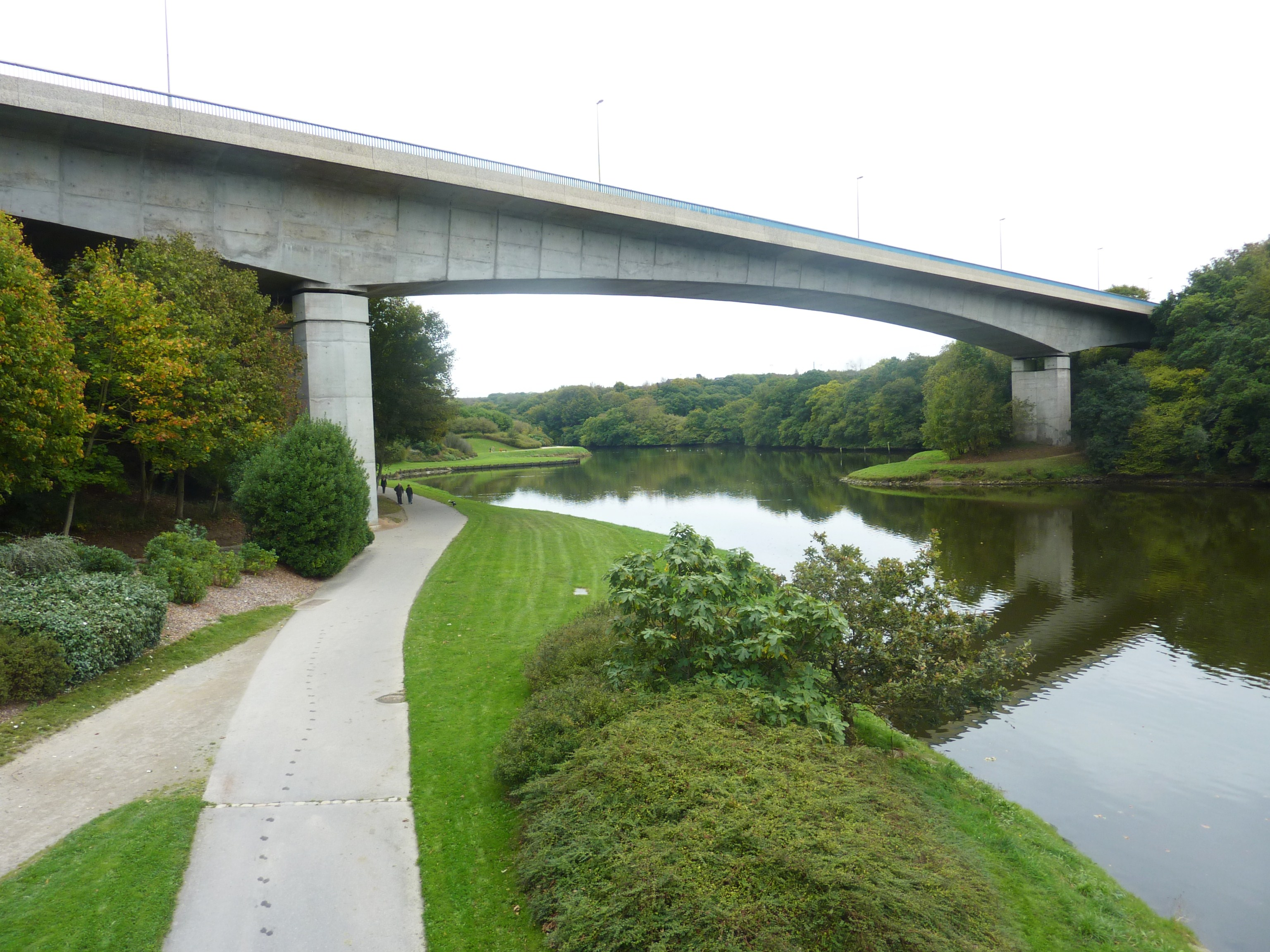
Le pont de la Villeneuve vu des rives de la Penfeld.
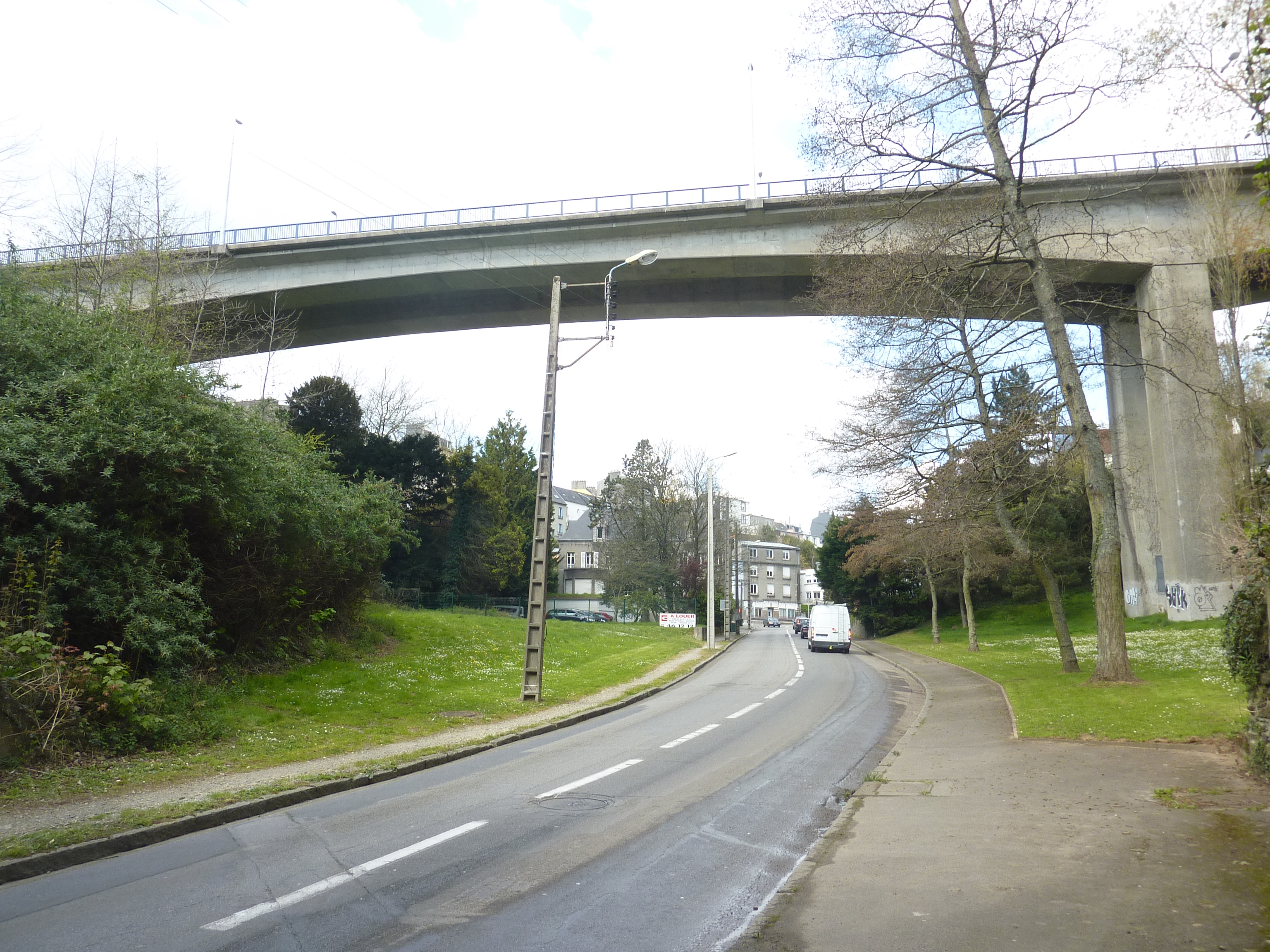
Le pont du Forestou sur la rue Pierre-Semard.
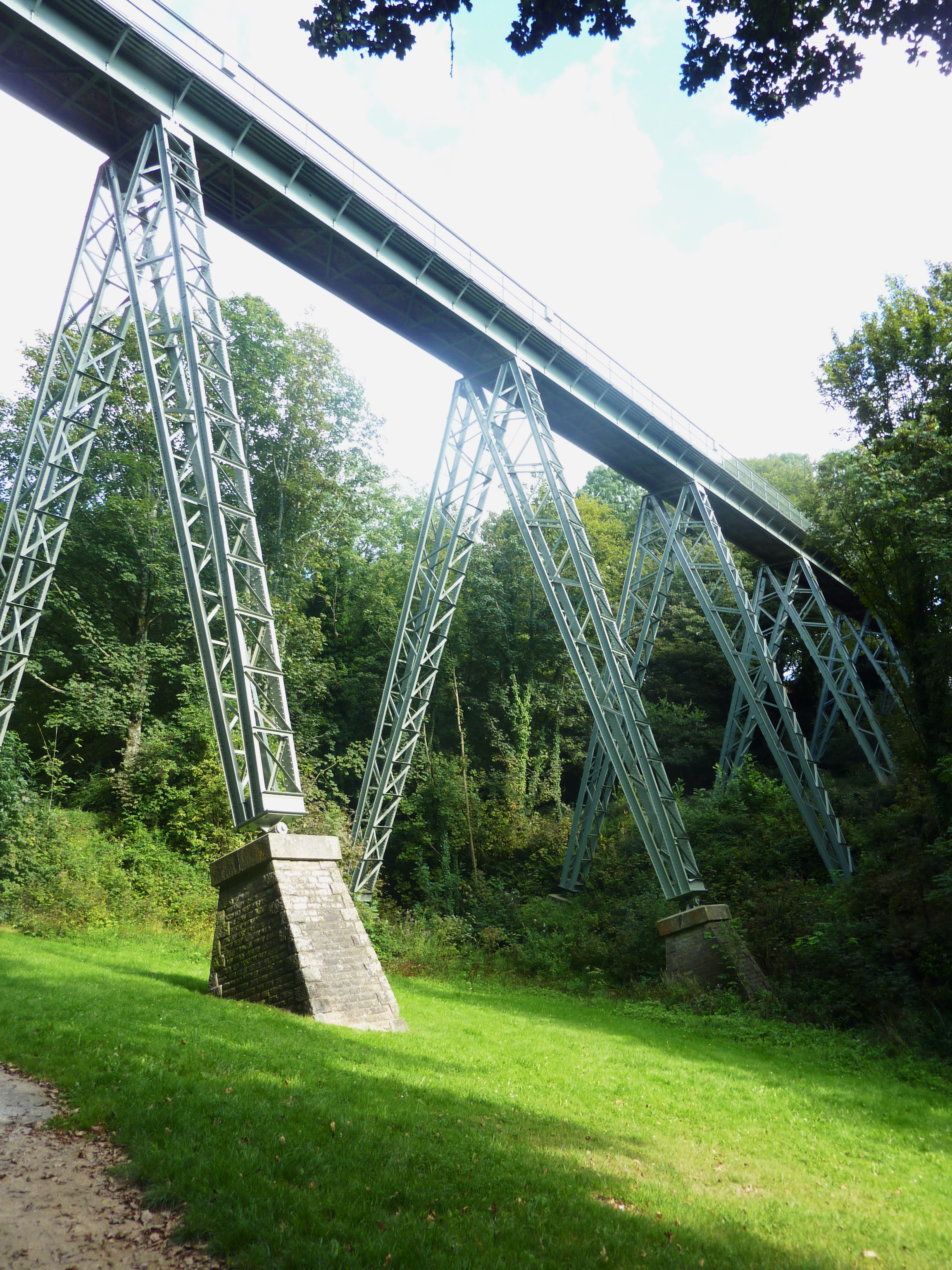
Viaduc de Lambézellec.